# Midori (actriță porno)
Midori (născută Michele Evette Watley pe 19 iulie 1968 în Durham, Carolina de Nord) este o actriță porno americană.

## Premii și nominalizări
| An   | Premiu             | Rezultat     | Nominalizare                    | Film      |
| ---- | ------------------ | ------------ | ------------------------------- | --------- |
| 1998 | AVN Award          | Nominalizare | Best New Starlet                | N/A       |
| 1998 | NightMoves Award   | Câștigat     | Best Actress (Editor’s Choice)  | N/A       |
| 1999 | AVN Award          | Nominalizare | Female Performer of the Year    | N/A       |
| 2001 | AVN Award          | Câștigat     | Best Supporting Actress - Video | West Side |
| 2001 | AVN Award          | Nominalizare | Best Couples Sex Scene - Video  | West Side |
| 2001 | XRCO Award         | Nominalizare | Actress (Single Performance)    | West Side |
| 2008 | Legends of Erotica | Câștigat     | Hall of Fame                    | N/A       |
| 2009 | AVN Award          | Câștigat     | AVN Hall of Fame                | N/A       |